# Vernonia
|  | Per a altres significats, vegeu «Vernonia (Oregon)». |

Vernonia és un gènere de plantes angiospermes de la família de les asteràcies (Asteraceae). Són plantes natives d'Amèrica del Nord, part de le Antilles, est del Brasil i nord d'Argentina, Àfrica, la península Aràbiga i les zones tropicals i subtropicals d'Àsia i el nord-oest d'Austràlia.

## Taxonomia
Aquest gènere va ser publicat per primer cop l'any 1791 pel botànic alemay Johann Christian Daniel von Schreber (1739-1810) al segon volum de la vuitena edició de l'obra Species Plantarum que havia estat iniciada pel botànic suec Carl von Linné (1707-1778).

### Espècies
Dins del gènere Vernonia es reconeixen les 333 espècies següents:
- Vernonia acaulis Gleason
- Vernonia acrophila Merr.
- Vernonia actaea J.Kost.
- Vernonia adenocephala S.Moore
- Vernonia alamanii DC.
- Vernonia albifolia J.Kost.
- Vernonia albosquama Y.L.Chen
- Vernonia alleizettei Humbert
- Vernonia alticola G.V.Pope
- Vernonia amboinensis J.Kost.
- Vernonia ambolensis Humbert
- Vernonia ambrensis Humbert
- Vernonia amoena S.Moore
- Vernonia ampandrandavensis Humbert
- Vernonia anandrioides S.Moore
- Vernonia andapensis Humbert
- Vernonia andohii C.D.Adams
- Vernonia angustifolia Michx.
- Vernonia annamensis S.Moore
- Vernonia antunesii O.Hoffm.
- Vernonia aosteana Buscal. & Muschl.
- Vernonia apoensis Elmer
- Vernonia arabica F.G.Davies
- Vernonia areysiana Deflers
- Vernonia arkansana DC.
- Vernonia aschersonii Sch.Bip.
- Vernonia aschersonioides Chiov.
- Vernonia baillonii Scott Elliot
- Vernonia balansae Gagnep.
- Vernonia baldwinii Torr.
- Vernonia bambilorensis Berhaut
- Vernonia bauchiensis Hutch. & Dalziel
- Vernonia bayensis Thulin & Beentje
- Vernonia bealliae McVaugh
- Vernonia beddomei Hook.f.
- Vernonia benguetensis Elmer
- Vernonia betsilensis Drake
- Vernonia betsimisaraka Humbert
- Vernonia bipontini Vatke
- Vernonia blodgettii Small
- Vernonia bojeri Less.
- Vernonia bolleana Sch.Bip.
- Vernonia bonapartei Gagnep.
- Vernonia bontocensis Merr.
- Vernonia borneensis Miq.
- Vernonia bottae Jaub. & Spach
- Vernonia brachytrichoides C.Jeffrey
- Vernonia brazzavillensis Aubrév. ex Compère
- Vernonia brideliifolia O.Hoffm.
- Vernonia britteniana Hiern
- Vernonia bruceae C.Jeffrey
- Vernonia bruceana Wild
- Vernonia buchingeri Sch.Bip. ex Steetz
- Vernonia bulo-burtiensis Mesfin
- Vernonia calulu Hiern
- Vernonia campicola S.Moore
- Vernonia capituliflora Miq.
- Vernonia carnea Hiern
- Vernonia carnotiana Humbert
- Vernonia cephalophora Oliv.
- Vernonia chapmanii C.D.Adams
- Vernonia chevalieri Gagnep.
- Vernonia chiliocephala O.Hoffm.
- Vernonia cleanthoides O.Hoffm.
- Vernonia clinopodioides O.Hoffm.
- Vernonia cockburniana Balf.f.
- Vernonia coerulea J.Kost.
- Vernonia confusa Redonda-Mart., Villaseñor & A.Campos
- Vernonia congolensis De Wild. & Muschl.
- Vernonia corchoroides Muschl.
- Vernonia coronata J.Kost.
- Vernonia cryptocephala Baker
- Vernonia cylindrica Sch.Bip. ex Walp.
- Vernonia cymosa Blume
- Vernonia dalettiensis Mesfin
- Vernonia daphnifolia O.Hoffm.
- Vernonia decaryana Humbert
- Vernonia delapsa Baker
- Vernonia dembocola Kalanda
- Vernonia devredii Kalanda
- Vernonia dewildemaniana Muschl.
- Vernonia didessana Mesfin
- Vernonia dissimilis Gleason
- Vernonia diversifolia Bojer ex DC.
- Vernonia divulgata S.Moore
- Vernonia djalonensis A.Chev. ex Hutch. & Dalziel
- Vernonia dranensis S.Moore
- Vernonia drymaria Klatt
- Vernonia durifolia J.Kost.
- Vernonia duvigneaudii Kalanda
- Vernonia echioides Less.
- Vernonia elmeri Merr.
- Vernonia evrardiana Kalanda
- Vernonia excelsa Jongkind
- Vernonia extranea S.Moore
- Vernonia eylesii S.Moore
- Vernonia fasciculata Michx.
- Vernonia faustiana (Chapm.) B.L.Turner
- Vernonia fimbrillata J.Kost.
- Vernonia fischeri O.Hoffm.
- Vernonia flaccidifolia Small
- Vernonia floresiana J.Kost.
- Vernonia forbesii S.Moore
- Vernonia fractiflexa Wild
- Vernonia friisii Mesfin
- Vernonia galamensis (Cass.) Less.
- Vernonia ganevii D.J.N.Hind
- Vernonia gertii Dematt.
- Vernonia gigantea (Walter) Trel.
- Vernonia gilbertii Mesfin
- Vernonia glandulifolia Merr.
- Vernonia glauca Willd.
- Vernonia goetzenii O.Hoffm.
- Vernonia gofensis O.Hoffm.
- Vernonia golungensis Welw. ex Mendonça
- Vernonia gossweileri S.Moore
- Vernonia graniticola G.V.Pope
- Vernonia greggii A.Gray
- Vernonia griseopapposa G.V.Pope
- Vernonia hamata Klatt
- Vernonia helenae Buscal. & Muschl.
- Vernonia helferi Hook.f.
- Vernonia helodea Wild
- Vernonia hispidula Drake
- Vernonia holstii O.Hoffm.
- Vernonia homollei Humbert
- Vernonia huillensis Hiern
- Vernonia humillima Humbert
- Vernonia hyalina C.E.C.Fisch.
- Vernonia ianthina Muschl.
- Vernonia ikongensis Humbert
- Vernonia inanis S.Moore
- Vernonia incana Less.
- Vernonia isalensis Humbert
- Vernonia ischnophylla Muschl.
- Vernonia isoetifolia Wild
- Vernonia jaegeri C.D.Adams
- Vernonia joyaliae B.L.Turner
- Vernonia junghuhniana J.Kost.
- Vernonia kabaensis J.Kost.
- Vernonia kamerunensis Mattf.
- Vernonia kandtii Muschl.
- Vernonia kapirensis De Wild.
- Vernonia kapolowensis Kalanda
- Vernonia karvinskiana DC.
- Vernonia kasaiensis Kalanda
- Vernonia kawoziensis F.G.Davies
- Vernonia kayuniana G.V.Pope
- Vernonia kenteocephala Baker
- Vernonia kigomae C.Jeffrey
- Vernonia klattii MacLeish
- Vernonia klossii S.Moore
- Vernonia kradungensis H.Koyama
- Vernonia lafukensis S.Moore
- Vernonia lamii J.Kost.
- Vernonia lancifolia Merr.
- Vernonia larseniae B.L.King & S.B.Jones
- Vernonia latisquamata (Humbert) Humbert
- Vernonia leandrii Humbert
- Vernonia ledermannii Mattf.
- Vernonia ledocteana P.A.Duvign. & Van Bockstal
- Vernonia lemurica Humbert
- Vernonia leonensis Cabrera
- Vernonia leptanthus Klatt
- Vernonia letlensis J.Kost.
- Vernonia lettermannii Engelm. ex A.Gray
- Vernonia limosa O.Hoffm.
- Vernonia lindheimeri A.Gray & Engelm.
- Vernonia lisowskii Kalanda
- Vernonia loandensis S.Moore
- Vernonia longibracteata S.Ortiz & Rodr.Oubiña
- Vernonia lualabaensis De Wild.
- Vernonia luhomeroensis Q.Luke & Beentje
- Vernonia lundiensis (Hutch.) Wild & G.V.Pope
- Vernonia luxuriosa J.Kost.
- Vernonia lycioides Wild
- Vernonia macrachaenia Gagnep.
- Vernonia madefacta Wild
- Vernonia mandrarensis Humbert
- Vernonia manongarivensis Humbert
- Vernonia marginata (Torr.) Raf.
- Vernonia marojejyensis Humbert
- Vernonia mastersii Wall. ex Kanjilal, P.C.Kanjilal & Das
- Vernonia mazzocchii-alemannii Chiov.
- Vernonia mecistophylla Baker
- Vernonia meeboldii W.W.Sm.
- Vernonia melanocoma C.Jeffrey
- Vernonia mesogramme O.Hoffm.
- Vernonia miamensis S.Moore
- Vernonia mikumiensis C.Jeffrey
- Vernonia milanjiana S.Moore
- Vernonia mildbraedii Muschl.
- Vernonia mindanaensis Merr.
- Vernonia miombicola Wild
- Vernonia miombicoloides C.Jeffrey
- Vernonia missurica Raf.
- Vernonia mogadoxensis Chiov.
- Vernonia moluccensis Miq.
- Vernonia monantha Humbert
- Vernonia moritziana Sch.Bip.
- Vernonia mossambicensis Buscal. & Muschl.
- Vernonia muelleri Wild
- Vernonia mumpullensis Hiern
- Vernonia mushituensis Wild
- Vernonia mutimushii Wild
- Vernonia najas Wild
- Vernonia napus O.Hoffm.
- Vernonia neocoursiana Humbert
- Vernonia neoperrieriana Humbert
- Vernonia nepetifolia Wild
- Vernonia neumanniana O.Hoffm.
- Vernonia newbouldii Beentje & Mesfin
- Vernonia noveboracensis (L.) Michx.
- Vernonia nuxioides O.Hoffm. & Muschl.
- Vernonia occulta Redonda-Mart. & Mora-Jarvio
- Vernonia ochyrae Lisowski
- Vernonia orchidorrhiza Welw. ex Hiern
- Vernonia orgyalis S.Moore
- Vernonia ornata S.Moore
- Vernonia otophora Mattf.
- Vernonia pachyclada Baker
- Vernonia pandurata Link
- Vernonia papillosissima Chiov.
- Vernonia papuana Lauterb.
- Vernonia parapetersii C.Jeffrey
- Vernonia parryae C.E.C.Fisch.
- Vernonia patentissima J.Kost.
- Vernonia pellegrinii Humbert
- Vernonia peralta Daniels
- Vernonia phanerophlebia Merr.
- Vernonia phillipsiae S.Moore
- Vernonia phlomoides Muschl.
- Vernonia pierrei Gagnep.
- Vernonia pinarensis Kitan.
- Vernonia platylepis Drake
- Vernonia plumbaginifolia Fenzl
- Vernonia poggeana O.Hoffm.
- Vernonia polyantha Warb.
- Vernonia popeana C.Jeffrey
- Vernonia potamophila Klatt
- Vernonia praticola S.Moore
- Vernonia prolifera Decne.
- Vernonia pseudoappendiculata Humbert
- Vernonia pseudojugalis Muschl.
- Vernonia pulchella Small
- Vernonia pulgarensis Elmer
- Vernonia pygmaea O.Hoffm.
- Vernonia quangensis O.Hoffm.
- Vernonia raui Uniyal
- Vernonia recurvata G.M.Barroso
- Vernonia reinwardtiana de Vriese & Miq. ex Miq.
- Vernonia retifolia S.Moore
- Vernonia revoluta Buch.-Ham.
- Vernonia rhodanthoidea Muschl.
- Vernonia rhodophylla O.Hoffm.
- Vernonia robecchiana Muschl.
- Vernonia robinsonii Wild
- Vernonia roseoviolacea De Wild.
- Vernonia rubens Wild
- Vernonia rufuensis Muschl.
- Vernonia rupicola Ridl.
- Vernonia ruvungatundu C.Jeffrey
- Vernonia ruwenzoriensis S.Moore
- Vernonia sabulosa Beentje & Mesfin
- Vernonia saigonensis Gagnep.
- Vernonia sakalava Humbert
- Vernonia sambiranensis (Humbert) Humbert
- Vernonia sangka Kerr
- Vernonia sapinii De Wild.
- Vernonia scaettae Humbert & Staner
- Vernonia schlechteri O.Hoffm.
- Vernonia schliebenii Mattf.
- Vernonia schubotziana Muschl.
- Vernonia schweinfurthii Oliv. & Hiern
- Vernonia sclerophylla O.Hoffm.
- Vernonia scoparia O.Hoffm.
- Vernonia sechellensis Baker
- Vernonia sengana S.Moore
- Vernonia sericolepis O.Hoffm.
- Vernonia seyrigii Humbert
- Vernonia shabaensis Kalanda
- Vernonia shankarii R.Kr.Singh, Ch.S.Reddy & Sanjeet Kumar
- Vernonia sidamensis O.Hoffm.
- Vernonia solweziensis Wild
- Vernonia spathulata Hochst. ex Sch.Bip.
- Vernonia speiracephala Baker
- Vernonia spenceriana Muschl.
- Vernonia sphacelata Klatt
- Vernonia stuhlmannii O.Hoffm.
- Vernonia subacaulis Gagnep.
- Vernonia subdentata J.Kost.
- Vernonia subplumosa O.Hoffm.
- Vernonia subscandens R.E.Fr.
- Vernonia subsimplex Miq.
- Vernonia subtilis J.Kost.
- Vernonia sumbavensis J.Kost.
- Vernonia suprafastigiata Klatt
- Vernonia syringifolia O.Hoffm.
- Vernonia tanalensis Baker
- Vernonia tanganyikensis R.E.Fr.
- Vernonia temnolepis O.Hoffm.
- Vernonia tengwallii J.Kost.
- Vernonia teucrioides Welw. ex O.Hoffm.
- Vernonia teusczii Klatt
- Vernonia tewoldei Mesfin
- Vernonia texana (A.Gray) Small
- Vernonia thomsonii Hook.f.
- Vernonia thulinii Mesfin
- Vernonia timorensis J.Kost.
- Vernonia timpermaniana Kalanda
- Vernonia tinctosetosa C.Jeffrey
- Vernonia trachyphylla Muschl.
- Vernonia tricholoba C.Jeffrey
- Vernonia tropophila Humbert
- Vernonia tuberifera R.E.Fr.
- Vernonia unicata C.Jeffrey
- Vernonia upembaensis Kalanda
- Vernonia vaginata O.Hoffm.
- Vernonia vallicola S.Moore
- Vernonia verdickii O.Hoffm. & Muschl.
- Vernonia verrucata Klatt
- Vernonia vietnamensis Bien
- Vernonia violacea Oliv. & Hiern
- Vernonia violaceopapposa De Wild.
- Vernonia vohemarensis Humbert
- Vernonia vollesenii C.Jeffrey
- Vernonia wakefieldii Oliv.
- Vernonia walshae J.Kost.
- Vernonia welwitschii O.Hoffm.
- Vernonia wetarensis J.Kost.
- Vernonia yabelloana Mesfin
- Vernonia zambiana G.V.Pope
- Vernonia zernyi Gilli

### Híbrids
S'han descrit els següents híbrids naturals:
- Vernonia × concinna Gleason
- Vernonia × georgiana Bartlett
- Vernonia × guadalupensis A.Heller
- Vernonia × vulturina Shinners

### Sinònims
Els següents noms científics són sinònims de Vernonia:
- Sinònims homotípics

- Cacalia Burm. ex Kuntze
- Seneciodes L. ex T.Post & Kuntze

- Sinònims heterotípics

- Achyrocoma Cass.
- Alkibias Raf.
- Aostea Buscal. & Muschl.
- Centrapalus Cass.
- Plectreca Raf.
- Tecmarsis DC.
- Vernoniopsis Humbert